# 로즈 맥고언
로즈 맥고언(Rose McGowan, 1973년 9월 5일 ~ )은 미국의 배우, 사회운동가, 작가, 모델이다.
1992년 영화 《원시 틴에이저》에 단역으로 출연하며 배우 데뷔를 했다. 1995년 그레그 아라키 감독 영화 《둠 제너레이션》을 통해 이름을 알리기 시작했으며, 이를 통해 인디펜던트 스피릿 어워드 베스트 데뷔 퍼포먼스상 후보에 오르기도 했다. 이후 1996년 공포 영화 《스크림》이 큰 성공을 거두면서 영화 《다크니스》, 《디얼리 디보티드》, 《조브레이커》의 주연을 맡게 되었다. 2000년대 대표 출연작으로는 로버트 로드리게스와 쿠엔틴 타란티노 감독 영화 《그라인드하우스》(플래닛 테러 & 데쓰 프루프)가 있다. 2014년, 단편 영화 Dawn으로 감독 데뷔를 했다.
페미니즘 운동가이며, 과거 본인이 당한 성추행 사실을 대대적으로 밝히면서 미투 운동의 주요 인물 중 한 명이 되었다. 이후 2018년 회고록 Brave를 출간했으며, 4부작 다큐멘터리 시리즈 《시티즌 로즈》(Citizen Rose)에 출연했다. 2017년 타임 올해의 인물로 선정된 "침묵을 깬 사람들"의 일원으로 타임 커버를 장식했다.

## 출연 작품
- 원시 틴에이저 (1992)
- 둠 제너레이션 (1995)
- 스크림 (1996)
- 다크니스 (1997)
- 디얼리 디보티드 (1998)
- 조브레이커 (1999)
- 블랙 달리아 (2006)
- 플래닛 테러 (2007)
- 데쓰 프루프 (2007)